# US Open 1968 (tennis)
De 88e editie van het Amerikaanse grandslamtoernooi, het US Open 1968, werd gehouden van donderdag 29 augustus tot en met zondag 8 september 1968. Voor de vrouwen was het de 82e editie. Deze editie is de eerste die tot het open tijdperk wordt gerekend, dat wil zeggen: niet alleen amateurs maar ook beroepstennissers konden inschrijven. Het toernooi vond plaats op de West Side Tennis Club in Forest Hills, een wijk in het stadsdeel Queens in New York. Het mannen- en vrouwendubbelspel, dat tot en met 1967 werd gespeeld op de Longwood Cricket Club in Brookline, werd met ingang van 1968, samen met het enkelspel, afgewerkt op de West Side Tennis Club. Het gemengd dubbelspel had al een week eerder plaatsgevonden op de Longwood Cricket Club, onder de vlag van het US nationaal tenniskampioenschap.

## Enkelspel

### Mannen
De als vijfde geplaatste Amerikaan Arthur Ashe won het toernooi voor de eerste keer door in de finale de als achtste geplaatste Nederlander Tom Okker met 14-12, 5-7, 6-3, 3-6, 6-3 te verslaan.

### Vrouwen
De als zesde geplaatste Britse Virginia Wade won het toernooi voor de eerste keer door in de finale de als eerste geplaatste Amerikaanse Billie Jean King met 6-4, 6-2 te verslaan.

## Dubbelspel

### Mannen
De Amerikanen Robert Lutz en Stan Smith wonnen in de finale van Amerikaan Arthur Ashe en Spanjaard Andrés Gimeno met 11-9, 6-1, 7-5.

### Vrouwen
Het Braziliaans/Australisch duo Maria Bueno / Margaret Court won in de finale van het Amerikaans duo Billie Jean King / Rosie Casals met 4-6, 9-7, 8-6.

### Gemengd
De Amerikaanse Mary-Ann Eisel en de Brit Peter Curtis wonnen in de finale van het Amerikaanse duo Tory Fretz / Gerry Perry met 6-4, 7-5.

## Belgische deelnemers in het enkelspel
Er waren geen Belgische deelnemers aan de US Open 1968.

## Nederlandse deelnemers in het enkelspel
| Speler    | Plaatsing | Resultaat |
| Mannen    | Mannen    | Mannen    |
| --------- | --------- | --------- |
| Tom Okker | 8         | finale    |

## Junioren
Een toernooi voor junioren werd voor het eerst in 1973 gespeeld.
1881 · 1882 · 1883 · 1884 · 1885 · 1886 · 1887 · 1888 · 1889 · 1890 · 1891 · 1892 · 1893 · 1894 · 1895 · 1896 · 1897 · 1898 · 1899 · 1900 · 1901 · 1902 · 1903 · 1904 · 1905 · 1906 · 1907 · 1908 · 1909 · 1910 · 1911 · 1912 · 1913 · 1914 · 1915 · 1916 · 1917 · 1918 · 1919 · 1920 · 1921 · 1922 · 1923 · 1924 · 1925 · 1926 · 1927 · 1928 · 1929 · 1930 · 1931 · 1932 · 1933 · 1934 · 1935 · 1936 · 1937 · 1938 · 1939 · 1940 · 1941 · 1942 · 1943 · 1944 · 1945 · 1946 · 1947 · 1948 · 1949 · 1950 · 1951 · 1952 · 1953 · 1954 · 1955 · 1956 · 1957 · 1958 · 1959 · 1960 · 1961 · 1962 · 1963 · 1964 · 1965 · 1966 · 1967
↓ open tijdperk ↓
1968 (m-v-md-vd-gd) ·
1969 (m-v-md-vd-gd) ·
1970 (m-v-md-vd-gd) ·
1971 (m-v-md-vd-gd) ·
1972 (m-v-md-vd-gd) ·
1973 (m-v-md-vd-gd) ·
1974 (m-v-md-vd-gd) ·
1975 (m-v-md-vd-gd) ·
1976 (m-v-md-vd-gd) ·
1977 (m-v-md-vd-gd) ·
1978 (m-v-md-vd-gd) ·
1979 (m-v-md-vd-gd) ·
1980 (m-v-md-vd-gd) ·
1981 (m-v-md-vd-gd) ·
1982 (m-v-md-vd-gd) ·
1983 (m-v-md-vd-gd) ·
1984 (m-v-md-vd-gd) ·
1985 (m-v-md-vd-gd) ·
1986 (m-v-md-vd-gd) ·
1987 (m-v-md-vd-gd) ·
1988 (m-v-md-vd-gd) ·
1989 (m-v-md-vd-gd) ·
1990 (m-v-md-vd-gd) ·
1991 (m-v-md-vd-gd) ·
1992 (m-v-md-vd-gd) ·
1993 (m-v-md-vd-gd) ·
1994 (m-v-md-vd-gd) ·
1995 (m-v-md-vd-gd) ·
1996 (m-v-md-vd-gd) ·
1997 (m-v-md-vd-gd) ·
1998 (m-v-md-vd-gd) ·
1999 (m-v-md-vd-gd) ·
2000 (m-v-md-vd-gd) ·
2001 (m-v-md-vd-gd) ·
2002 (m-v-md-vd-gd) ·
2003 (m-v-md-vd-gd) ·
2004 (m-v-md-vd-gd) ·
2005 (m-v-md-vd-gd) ·
2006 (m-v-md-vd-gd) ·
2007 (m-v-md-vd-gd) ·
2008 (m-v-md-vd-gd) ·
2009 (m-v-md-vd-gd) ·
2010 (m-v-md-vd-gd) ·
2011 (m-v-md-vd-gd) ·
2012 (m-v-md-vd-gd) ·
2013 (m-v-md-vd-gd) ·
2014 (m-v-md-vd-gd) ·
2015 (m-v-md-vd-gd) ·
2016 (m-v-md-vd-gd) ·
2017 (m-v-md-vd-gd) ·
2018 (m-v-md-vd-gd) ·
2019 (m-v-md-vd-gd) ·
2020 (m-v-md-vd) ·
2021 (m-v-md-vd-gd) ·
2022 (m-v-md-vd-gd) ·
2023 (m-v-md-vd-gd)  ·
2024 (m-v-md-vd-gd)
Lijst van US Openwinnaars